# 9 місяців суворого режиму
«9 місяців суворого режиму» (фр. 9 mois ferme) — французька комедія режисера, сценариста й актора Альбера Дюпонтеля, що вийшла 2013 року. Також у головних ролях Сандрін Кіберлейн, Філіп Учан.
Продюсером була Кетрін Бозорґан. Вперше фільм продемонстрували 25 серпня 2013 року у Франції на Кінофестивалі Франкофонії в Ангулеме. В Україні у кінопрокаті прем'єра фільму запланована на 20 лютого 2013 року.

## Сюжет
Молода суддя Аріан Фелдер — кар'єристка і трудоголічка. Для неї важлива лише її кар'єра і вона не думає про сім'ю і дітей. Проте раптово настає кінець її ідилії — вона дізнається, що вагітна.

## У ролях
| Актор             | Персонаж                       | Роль         |
| ----------------- | ------------------------------ | ------------ |
| Сандрін Кіберлейн | Аріан Фелдер фр. Ariane Felder | молода суддя |
| Альбер Дюпонтель  | Боб Нолан фр. Bob Nolan        |              |
| Філіп Учан        | Бернард фр. Bernard            | суддя        |
| Ніколя Марі       | Тролос фр. Trolos              | майстер      |
| Булі Ланнерс      |                                | поліцейський |
| Давид Марсе       |                                |              |

## Сприйняття

### Критика
Фільм отримав позитивні відгуки: Internet Movie Database — 7,2/10 (577 голосів), AlloCiné — 4,1/5 (26 відгуків критиків) і 3,7/5 від глядачів (4 857 голосів). Загалом на цьому ресурсі від критиків і від глядачів фільм отримав позитивні відгуки.

### Нагороди і номінації[8]
| Рік  | Нагорода         | Категорія          | Номінант                         | Результат |
| ---- | ---------------- | ------------------ | -------------------------------- | --------- |
| 2013 | Приз Луї Деллюка | Найкращий фільм    | Альбер Дюпонтель                 | Номінація |
| 2014 | Сезар            | Найкращий фільм    | Альбер Дюпонтель                 | Номінація |
| 2014 | Премія «Люм'єр»  | Найкращий фільм    | Альбер Дюпонтель                 | Номінація |
| 2014 | Премія «Люм'єр»  | Найкраща акторка   | Сандрін Кіберлейн                | Номінація |
| 2014 | Премія «Люм'єр»  | Найкращий режисер  | Альбер Дюпонтель                 | Номінація |
| 2014 | Премія «Люм'єр»  | Найкращий сценарій | Альбер Дюпонтель, Лоуренс Тернер | Номінація |

### Виноски
1. 1 2  9 mois ferme: Release Info (англ.). Internet Movie Database. Архів оригіналу за 28 березня 2014. Процитовано 18 лютого 2014.
2. 1 2  9 місяців суворого режиму. Kino-teatr.ua. Архів оригіналу за 22 лютого 2014. Процитовано 18 лютого 2014.
3. ↑  Le film français le plus rentable de 2013 est... (фр.). AlloCiné. 14 лютого 2014. Архів оригіналу за 15 лютого 2014. Процитовано 18 лютого 2014.
4. ↑  9 mois ferme (фр.). JP's Box-Office. Архів оригіналу за 21 лютого 2014. Процитовано 18 лютого 2014.
5. 1 2  9 mois ferme (англ.). Internet Movie Database. Архів оригіналу за 15 лютого 2014. Процитовано 18 лютого 2014.
6. ↑  9 mois ferme: Full Cast & Crew (англ.). Internet Movie Database. Архів оригіналу за 16 квітня 2016. Процитовано 18 лютого 2014.
7. ↑  9 mois ferme (фр.). Metacritic. Архів оригіналу за 21 січня 2014. Процитовано 18 лютого 2014.
8. ↑  9 mois ferme: Awards (англ.). Internet Movie Database. Архів оригіналу за 5 березня 2016. Процитовано 18 лютого 2014.